# Siegfried Ott

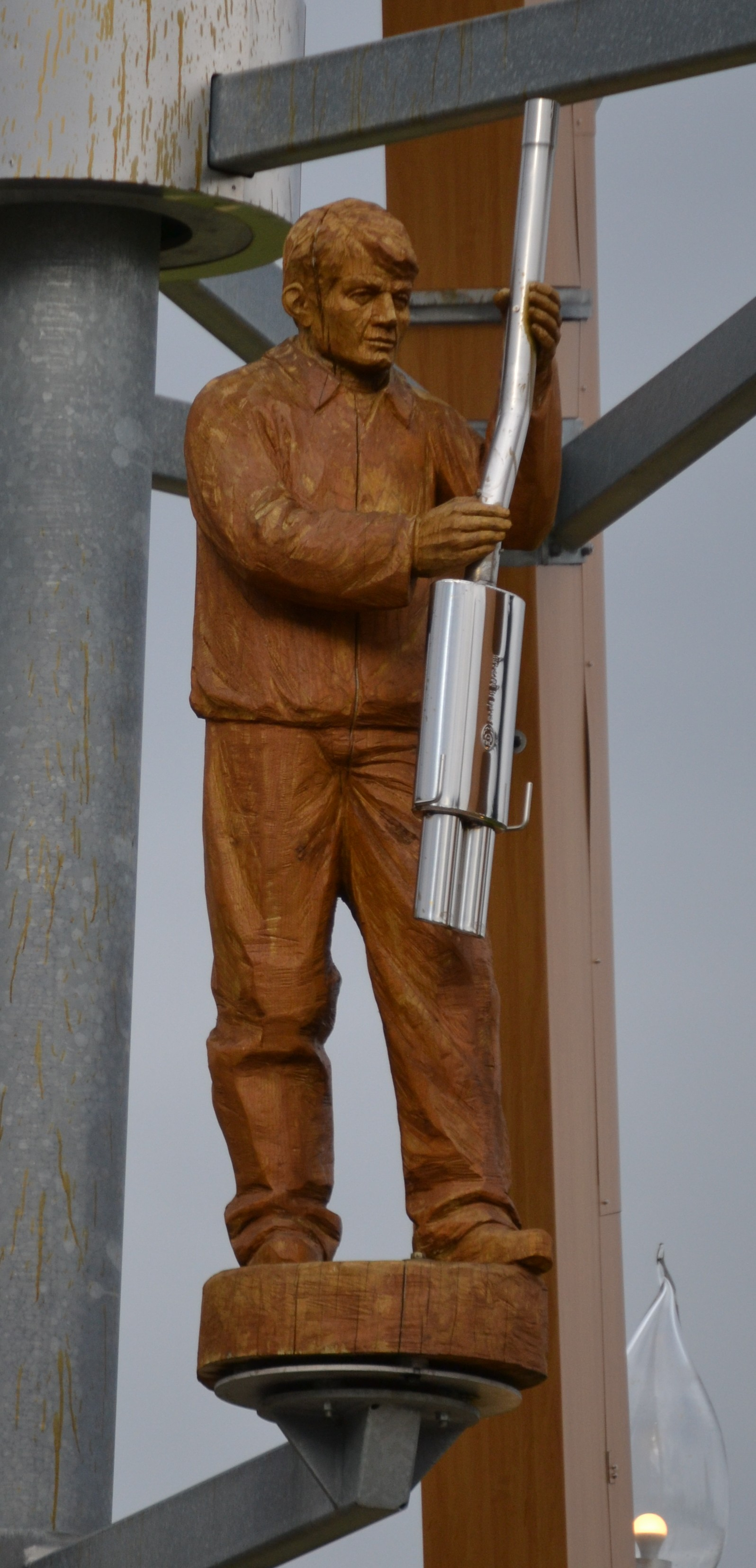
Reminiszenz an Siegfried Ott – Auspuffbauer auf der Pyramide

Siegfried Ott (* 25. September 1943; † 10. August 2021) war ein deutscher Unternehmer, Holzschnitzer und -bildhauer aus dem Erzgebirge sowie Mäzen, der u. a. den größten freistehenden Schwibbogen und die größte Weihnachtspyramide der Welt in Johanngeorgenstadt, Sachsen mitgestaltete und finanzierte.

## Leben

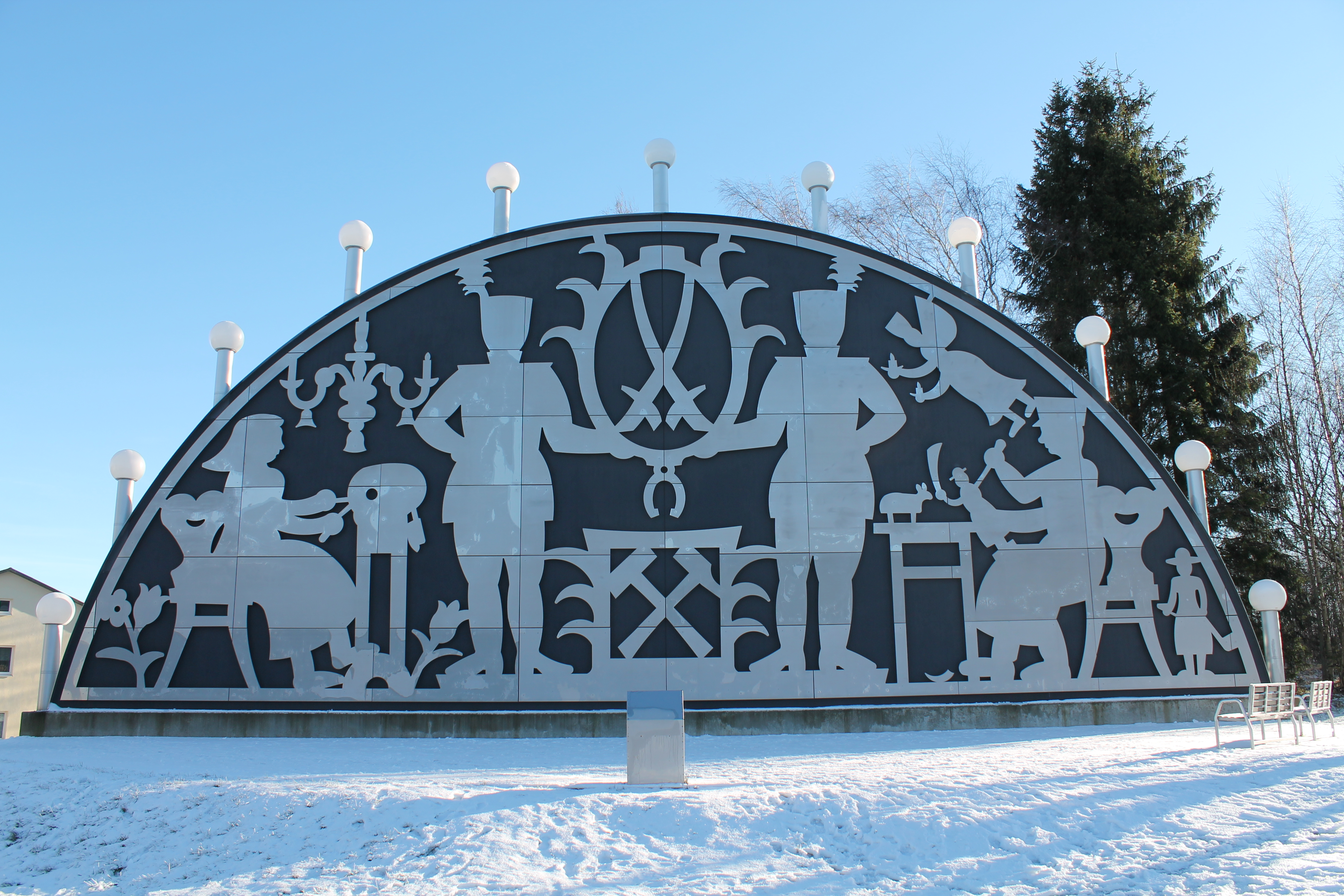
Von Siegfried Ott 2012 errichteter Riesenschwibbogen mit traditionellem Motiv von Paula Jordan

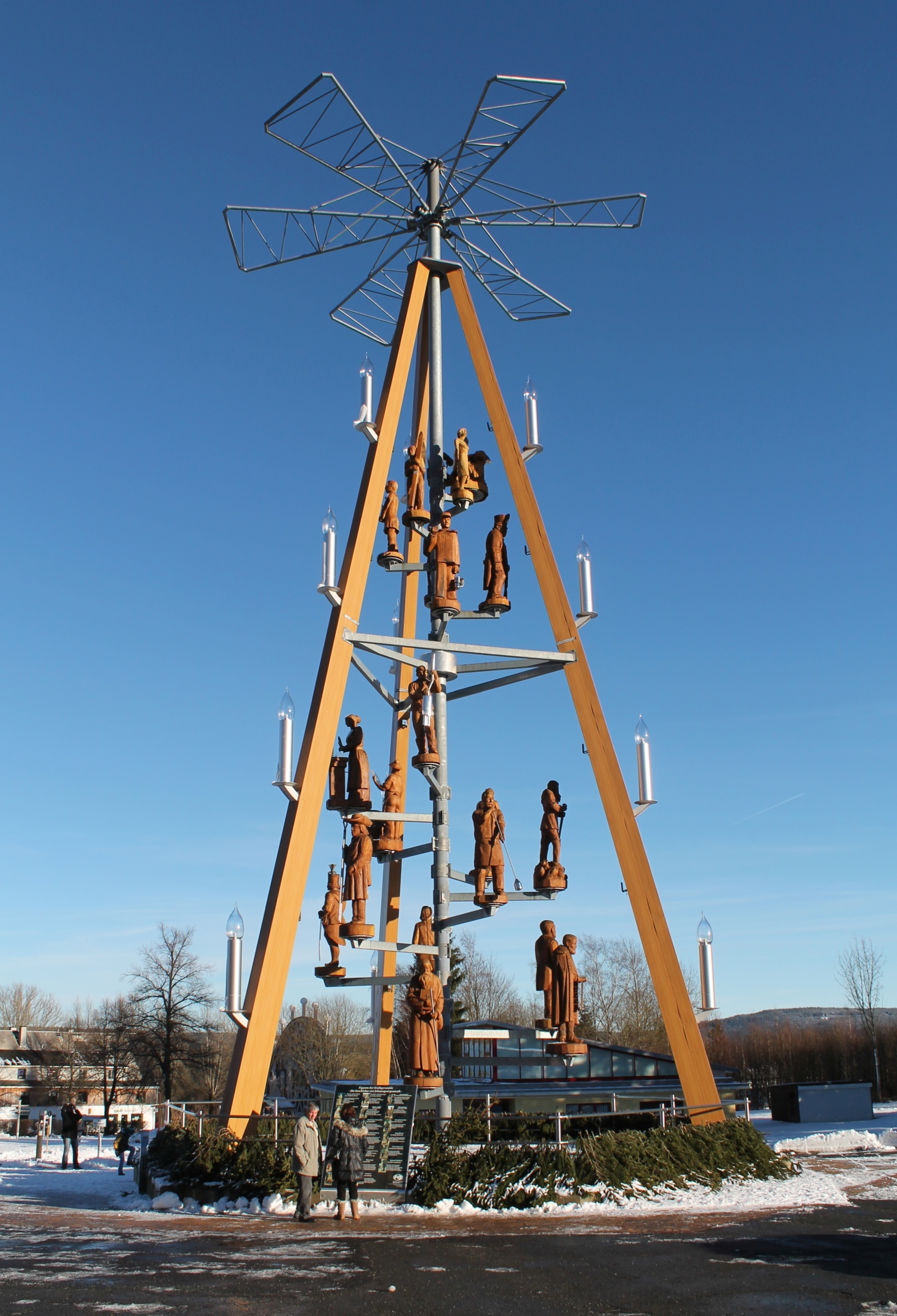
Von ihm entworfene und 2014 errichtete Riesenpyramide

Nach beruflicher Tätigkeit im VEB Werkzeugmaschinenfabrik Johanngeorgenstadt gründete Siegfried Ott 1992 auf einem Teil des früheren Betriebsgeländes die Firma Autotechnik Johanngeorgenstadt Fox Sportauspuffanlagen.
Seit Ende der 1950er Jahre war er als Mitglied der Schnitzergruppe im Kulturbund der DDR künstlerisch tätig. Als Holzschnitzer gehörte er über 60 Jahre dem Verein an und war zuletzt dessen ältestes aktives Mitglied. Nach der Wiedergründung des Erzgebirgsvereins 1990 trat die Schnitzergruppe diesem Verein bei, nachdem zuvor noch ein Auftritt der Schnitzer im Palast der Republik in Berlin erfolgt war. In seinem letzten Lebensjahr hatte Ott geplant, einen Glaspavillon in Johanngeorgenstadt zu errichten, in dem die Arbeiten von Schnitzern, Klöpplerinnen und Kunstmalern der Region öffentlich präsentiert werden sollten.

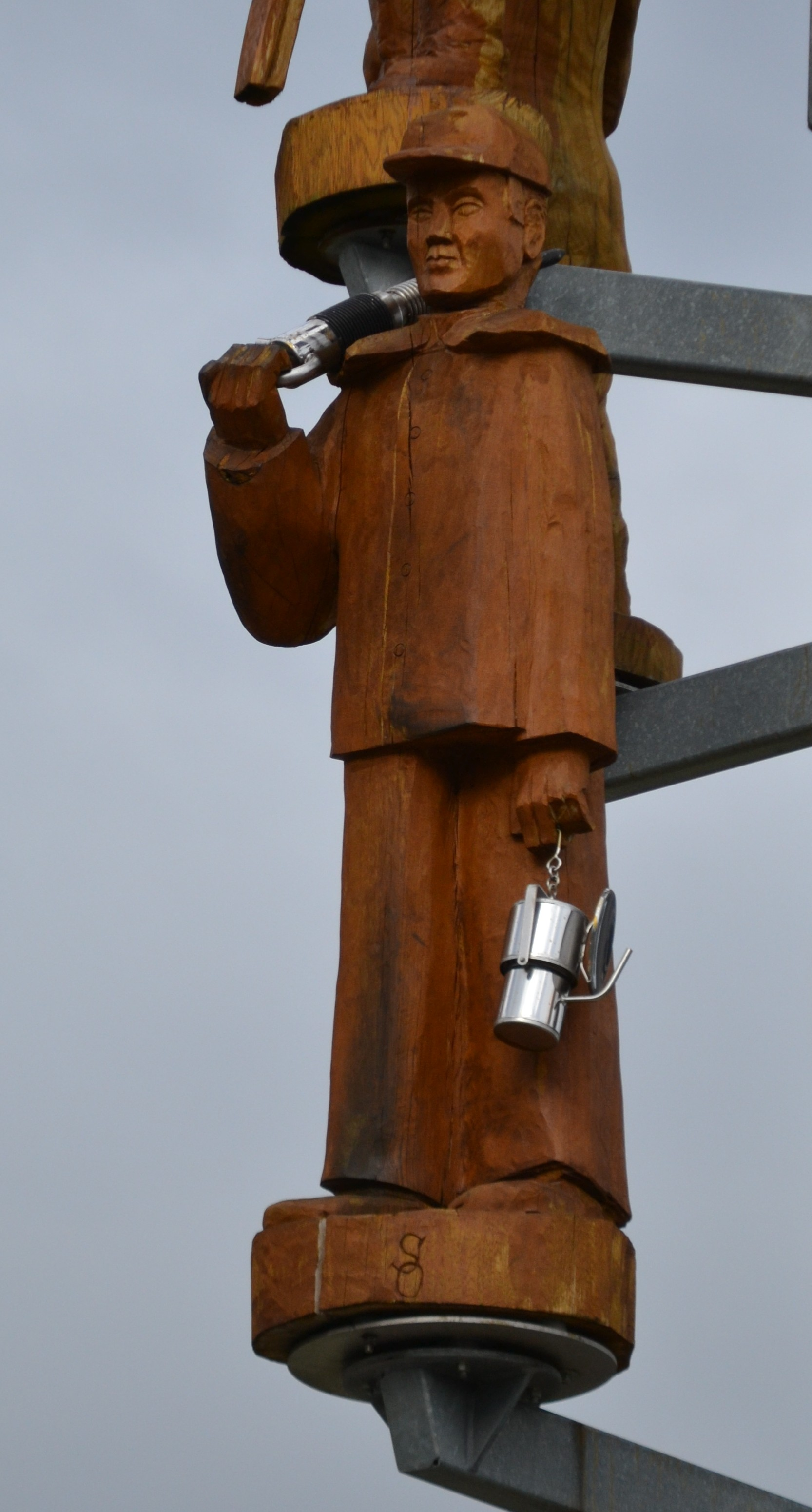
Von Siegfried Ott geschaffene Figur eines Kumpels (2014)

Besondere Verdienste erwarb er sich durch sein vielseitiges ehrenamtliches Engagement als Förderer des Tourismus im Erzgebirge und von mehreren Großprojekten in seiner Heimatstadt, indem er die Errichtung eines Riesenschwibbogens (2012), einer Riesenpyramide (2014) und die von verschiedenen in- und ausländischen Holzbildhauern gestaltete, Exulantenzug genannte, historische Figurengruppe (2017/19) am Platz des Bergmanns in Johanngeorgenstadt finanzierte. Maßgeblich war er dort auch an der Errichtung des Martin-Luther-Denkmals und der Friedensglocke 2015 beteiligt. Daneben finanzierte er den Bau der Friedhofstreppe und einiger repräsentativer Straßenwegweiser sowie mehrerer größerer Gedenktafeln zur Ermahnung an den ab 1953 erfolgten Abriss der Altstadt und zur Erinnerung an die jüdische Fabrikantenfamilie Lewinsohn in Johanngeorgenstadt. Außerdem förderte er mehrere Vereine der Stadt.
2014 organisierte Ott das erste Fox-Holzbildhauersymposium in Johanngeorgenstadt mit internationaler Beteiligung. Das zweite Symposium fand 2017 statt. Als Schnitzer versuchte sich Siegfried Ott auch als Holzbildhauer. So stammt die 2014 geschaffene Großfigur des Wismutkumpels auf der Pyramide von ihm.
Er starb im August 2021 im Alter von 77 Jahren.

## Ehrungen
- 1979: Medaille ausgezeichnetes Volkskunstkollektiv der Deutschen Demokratischen Republik (für die Schnitzergruppe)
- 2012: Ehrenpreis der Stadt Johanngeorgenstadt